# Spiraea faurieana
Spiraea faurieana är en rosväxtart som beskrevs av Schneid.. Spiraea faurieana ingår i släktet spireor, och familjen rosväxter. Inga underarter finns listade i Catalogue of Life.